# Cerimônia de encerramento dos Jogos Olímpicos de Verão de 2008
A cerimônia de encerramento dos Jogos Olímpicos de Verão de 2008 ocorreu no Estádio Nacional de Pequim, conhecido como Ninho de Pássaro. Iniciou às 20 horas (UTC+8) do dia 24 de agosto de 2008.
A programação incluiu os seguintes atos musicais:
- Cantora inglesa Leona Lewis e o guitarrista do Led Zeppelin Jimmy Page (com o jogador de futebol David Beckham fazendo uma apresentação);
- A pop star de Singapura, Stefanie Sun, com o cantor de Hong Kong Andy Lau;
- Cantora cantonesa Kelly Chen, o cantor de Taiwan Wang Lee Hom e o cantor sul-coreano Rain;
- Han Hong;
- Jackie Chan.

Durante a cerimônia, um ônibus double-decker, tipicamente londrino, adentrou no estádio, onde se transformou numa representação da Torre de Londres, marcando a transição para os Jogos Olímpicos de Verão de 2012, em Londres, na Inglaterra.
Nos momentos finais, houve a apresentação de um dueto com o tenor Plácido Domingo e a cantora chinesa Song Zuying cantando "Mei li de yen huo (The Flame of Love)".
A cerimônia encerrou-se às 21:55.